# Conrad Neipperg
Conrad Neipperg (* in Heilbronn; † ebenda; auch von Nyperger oder von Neipperg genannt) war 1416 Bürgermeister der Reichsstadt Heilbronn.

## Familiengeschichte
Die Neipperger sind mit dem Heilbronner Geschlecht der Feurer verbunden. Der Erste des Geschlechts der Neipperger war Konz Neipperg, Bürger Heilbronns im Jahre 1379. Konz Neipperg wird auch Konz Neipperg der Ältere in den folgenden Jahren (1380–86) genannt. Im Jahr 1395 erscheint im Heilbronner Patriziat Hans Fürer genannt Neipperg, der wohl identisch mit dem ebenfalls genannten Hans Neipperg der Ältere ist. Die Patrizierfamilie führte ein anderes Wappen als die Herren von Neipperg, so dass wohl keine Verwandtschaft besteht.

## Leben und Wirken
Conrad von Neipperg hieß auch Cuntz Feurer (genannt von Neipperg) und war in Heilbronn 1404 und 1419 als Richter tätig. 1416 wird in Heilbronn ein Bürgermeister von Neipperg genannt. Wernher von Crailsheim klagt, dass er den Stadtrat ersucht hatte das ihm zustehende Erbe in Heilbronn in Verwahrung zu nehmen. Trotzdem habe der Stadtrat dem Bürger Lamparter den Besitz und die Nutzung seines Erbes erlaubt. Die Stadt und der Bürgermeister von Nyperger wollen weder Schadensersatz noch Nutzungsersatz leisten und wollen, dass die Klage des Wernher abgewiesen werde. Von Neipperg avancierte 1419 auch zum Junker Konrat Neipperg.

## Wappen
Das Wappen derer von Neipperg stellt genauso wie das der Feurer ein aufgerichtetes Einhorn dar.